# Oleandràcies
Les oleandràcies (Oleandraceae) són una família de falgueres de l'ordre Polypodiales. Conté un únic gènere, Oleandra, amb aproximadament 11 espècies.

## Característiques
La majoria són falgueres erectes o epífites escandents que s'inicien des del sòl. La làmina (zona foliosa de les frondes) és simple o pinnada. Els esporangis estan continguts en sorus en una filera simple.